# Potok Mały
Potok Mały [pronunciación en polaco: /ˈpɔtɔk ˈmawɨ/] es un pueblo en el distrito administrativo de Gmina Jędrzejów, dentro del condado de Jędrzejów, voivodato de Świętokrzyskie, en el centro-sur de Polonia. Se encuentra aproximadamente a 7 kilómetros al suroeste de Jędrzejów y 43 kilómetros al suroeste de la capital regional Kielce. 